# Halichoeres argus
Halichoeres argus là một loài cá biển thuộc chi Halichoeres trong họ Cá bàng chài. Loài này được mô tả lần đầu tiên vào năm 1801.

## Từ nguyên
Từ định danh argus được đặt theo tên của Argus Panoptes, một người khổng lồ trăm mắt bảo vệ nữ thần Io, sau khi chết đi thì con mắt của Argus được đính trên lông đuôi của chim công, hàm ý đề cập đến các đốm đỏ được viền xanh lam và đen trên mỗi vảy của cá đực.

## Phạm vi phân bố và môi trường sống
Ở Ấn Độ Dương, H. argus được biết đến tại Sri Lanka và biển Andaman; còn ở Thái Bình Dương, loài này được phân bố từ quần đảo Ryukyu (Nhật Bản), băng qua vùng biển các nước Đông Nam Á trải dài xuống phía nam đến Bắc Queensland (Úc), phía đông đến Fiji và Tonga.
Ở Việt Nam, H. argus được ghi nhận tại cù lao Chàm (Quảng Nam); đảo Lý Sơn (Quảng Ngãi); bờ biển Ninh Thuận; vịnh Nha Trang và quần đảo Trường Sa.
H. argus sống trên các rạn viền bờ, thảm cỏ biển hoặc tảo ở vùng biển ngoài khơi và trong đầm phá ở độ sâu đến ít nhất là 15 m.

## Mô tả
H. argus có chiều dài cơ thể tối đa được ghi nhận là 12 cm. Cá đực trưởng thành hoàn toàn, cá cái và cá con có kiểu hình khác biệt hoàn toàn. Loài J. leparensis được mô tả đựa trên kiểu hình của H. argus cái.
Số gai ở vây lưng: 9; Số tia vây ở vây lưng: 11–12; Số gai ở vây hậu môn: 3; Số tia vây ở vây hậu môn: 11–12; Số tia vây ở vây ngực: 14; Số gai ở vây bụng: 1; Số tia vây ở vây bụng: 5.

## Sinh thái học
Thức ăn của H. argus có thể là các loài thủy sinh không xương sống.

## Thương mại
H. argus được đánh bắt trong các hoạt động buôn bán cá cảnh nhưng không phổ biến.